# Cartão de visita

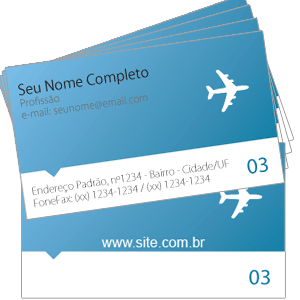
Modelo de cartão de visita

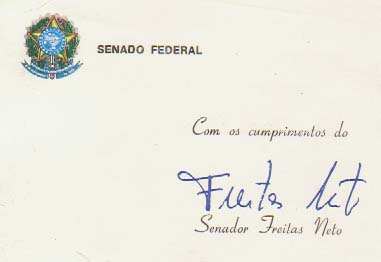
Cartão de Visita de membro do Senado Federal do Brasil

Cartão de visita é, num sentido genérico, um pequeno cartão contendo os dados de contacto de pessoas ou empresas.
As informações inseridas num cartão de visita geralmente são o nome, cargo ou função, endereço, número de telefone e e-mail, mas nada impede que informações sejam acrescentadas ou omitidas. Os cartões de visita mais recentes também levam endereços de redes sociais, como Facebook e Twitter.
Pode ser produzido em diversos materiais, ter diversos tipos de acabamentos e possuir diversas dimensões mas o mais comum é feito em papel couché no formato 80mm x 50mm.
O profissional responsável pela arte de criação de cartões de visita chama-se designer gráfico.

## Material
Segue abaixo uma lista de materiais utilizados para a confecções de cartões de visita.
- Papel couché com brilho
- Papel couché matte
- Papel Reciclado
- PVC

## Acabamentos
Relação de acabamentos possíveis:
- Plastificação Mate
- Plastificação Brilho
- Verniz UV Total / Localizado
- Alto / Baixo Relevo
- Cortantes Especiais
- Foils (Metálicos / Mate / Brilho)
- Pantone